# エボリューション (プロレス)
エボリューション(Evolution)は、アメリカ合衆国のプロレス団体WWEに登場するプロレスのヒールユニットである。入場テーマはモーターヘッドの "Line in the Sand"。第1期はRAWで活動。
2013年7月に全日本プロレスで誕生したユニットのエボリューションは、同名であるが偶然であり、双方はまったくの無関係である。

## 概要

### 第1期
2003年にトリプルHをリーダー、リック・フレアーを参謀、バティスタを番頭、ランディ・オートンを次代を担うレジェンドキラーと位置付けられ結成された（結成前にはマーク・ジンドラックが番頭に考えられていた）。2003年のPPVアルマゲドンでは世界ヘビー級王者トリプルH、IC王者オートン、世界タッグ王者フレアー＆バティスタと女子王座以外のタイトルを独占し、RAWを支配する一大ヒールユニットとして君臨。各メンバーの王座戦にはそれ以外のメンバーも乱入し、総動員で相手を潰しにかかるスタイルだった。しかし、後にこのスタイルがRAWの所属選手達との確執を作る結果となり、一時期、エボリューションは番組内で孤立していた。
このユニットが結成されたバックステージ上の経緯は、有望な若手レスラー数人をトップにのし上げるためにかつてWCWに存在し、フレアー自身がリーダーを務めていたフォー・ホースメンを元にしたユニットを作ろうとトリプルHが考案したと言われている。そしてトリプルHとフレアーが注目したのがオートンとバティスタであり、彼らをユニットに引き入れた（ただしバティスタはキャリアは短いもののトリプルHより年上である）。その後、経験を積んだオートンは2004年のサマースラムでクリス・ベノワを破りWWE史上最年少の24歳で世界ヘビー級王座として戴冠すると、トリプルHの嫉妬でオートンを暴行し裏切らせるという形で卒業させ、バティスタも2005年のロイヤルランブルで優勝し、レッスルマニアでトリプルHと対戦し王座戴冠という形で卒業させた。最終的に2005年10月3日に開催されたWWEホームカミングでのトリプルHのフレアーへの襲撃を引き金としてユニットは消滅した。
2年後の2007年12月のRAW15周年記念大会で一夜限りの復活を果たす。しかしオートンは参加せず、ウマガ、エッジと組んでエボリューションと相対した。

### 第2期
2014年、バティスタがWWEに復帰。トリプルHは友好的な関係を構築し自身の組織オーソリティーへの引き込みを画策するが、バティスタは当初トリプルH達と一定の距離を置いていた。バティスタ復帰前よりすでにオートンの不甲斐なさにトリプルHが痺れを切らしており、レッスルマニア30でのWWE王座戦をオートン対バティスタにして両者に発破をかけるという作戦に出る（オートンには奮起、バティスタには組織入りの決断を迫る意味合い）。トリプルHとダニエル・ブライアンの抗争が関係し、WM30でのWWE王座戦にブライアンが駒を進めオートンとバティスタを破りWWE王者となった事で事態は急変。WM30明けのRAWにて対ブライアンという点で利害が一致したバティスタもオーソリティーに加わり、組織のメンバー総出でブライアンを襲撃していたがシールドが現れブライアンを救出した事によりシールドの抗争も始まる。4月18日のスマックダウンにて、トリプルHはヒールサイドのロースターを総動員してシールドを襲撃させ、疲弊させた所でオートン、バティスタと共に姿を現し、さらにシールドを痛めつけ、シールドを叩きつぶすべくトリプルH、オートン、バティスタの3人でエボリューションの復活をアピールした。
5月のPPVWWEエクストリーム・ルールズでのシールドとの直接対決は敗北、その後のRAW・SmacDown
では引き続きトリプルHが権力を振りかざしてヒール勢を掌握し、シールドを痛めつけ続ける。しかし6月のPPVWWEペイバックのノーDQ&イリミネーション戦ではストレート負け。翌日のRAWにて、バティスタが組織復活当初の約束であるダニエル・ブライアンのWWE王座への挑戦を主張するとトリプルHはシールドを完全に壊滅まで待つよう返答し即時却下。意見が相違したためバティスタは会場から姿を消してしまった。同日のシールドとのやり取りではバティスタ不在でトリプルHとオートン2人になり数で劣る状況でシールドに対応していたが、トリプルHが「次のプランを実行する」と口にするとセス・ロリンズが手にしていたイスでロマン・レインズとディーン・アンブローズをめった打ちにしてエボリューションに加勢、続けてオートンがレインズ、アンブローズをいたぶり、その側にはロリンズの肩を抱くトリプルH姿があり
、ロリンズがトリプルH側に寝返った。バティスタを失った所で、第2期の活動は一旦の終結ということになっている。

### 再復活
2018年10月16日にワシントンD.C.から生中継予定の『Smackdown 1000』で2度目の復活を予告した。

## 獲得タイトル
- WWE・世界ヘビー級王座：3回（トリプルH）
- WWE・インターコンチネンタル王座：1回（ランディ・オートン）
- WWE・世界タッグチーム王座：2回（リック・フレアー&バティスタ）
- ロイヤルランブル2005優勝：1回（バティスタ）